# Irenaeus von Sirmium
Irenaeus von Sirmium († 304 in Sirmium) war Bischof von Sirmium, in der Provinz Pannonien, im heutigen Serbien nahe der Stadt Sremska Mitrovica. Irenaeus ist der erste belegte Bischof dieser Stadt und starb 304 den Märtyrertod infolge der diokletianischen Christenverfolgung.

## Historischer Kontext
Sirmium war die Hauptstadt der römischen Provinz Unterpannonien. Zur Zeit von Irenaeus' Tod war Probus Präfekt von Pannonien. Das Römische Reich befand sich in der diokletianischen Tetrarchie, die eine Herrschaft von je zwei Augusti (Diokletian und Maximian) und zwei Caesaren (Galerius und Constantius) vorsah. 
Im Zuge von Diokletians Vorstellung, die alte römische Staatsreligion wieder auferstehen zu lassen, und unter Zuspruch von Galerius kam es zu einer systematischen Christenverfolgung. 
Diokletian erließ 303–304 vier Edikte gegen die Christen. Das letzte Edikt sah einen allgemeinen Opferzwang für die gesamte römische Bevölkerung vor. Dieser wurde allerdings nicht in allen Gebieten des Römischen Reiches auf dieselbe Weise durchgesetzt. 
Die Verfolgung endete erst 311, sechs Jahre nach der Abdankung Diokletians, unter Galerius mit der Aufhebung der Edikte. Fälschlicherweise ist dieser Beschluss unter dem Namen „Toleranzedikt“ bekannt.

## Leben und Tod
Über das Leben von Irenaeus ist nichts weiter bekannt. Es wird angenommen, dass er eine Frau und mehrere Kinder hatte. 
304 n. Chr. in der Folge der diokletianischen Christenverfolgung wurde er vom Präfekt Probus verhört und aufgrund der Weigerung, dem Kaiser zu opfern, zum Tode durch Enthauptung verurteilt. Die Enthauptung soll gemäß einer der Märtyrerakten „The Martyrdom of Saint Irenaeus Bishop of Sirmium“ auf der Pons Basentis (Brücke über der Save) stattgefunden haben. Nach der Enthauptung sei der Körper in die Save geworfen worden.

## Worte des Irenaeus
In der oben genannten Märtyrerakte wird von einem Dialog zwischen Irenaeus und Probus gesprochen. Darin wird Irenaeus gefragt, ob er denn keine Kinder und keine Frau habe, worauf Irenaeus verneint und mit Matthäus 10,37 erklärt, wer seine Familie mehr liebt als Jesus Christus, sei seiner nicht wert. Damit unterstrich er seine Bereitschaft für das bevorstehende Martyrium.

## Gedenktage
- Römisch-katholisch: 6. April
- Orthodox: 26. März und 23. August
- Armenisch: 23. August (liturgische Feier am 2. Donnerstag nach dem Kreuzerhöhungssonntag)